# Молодечно (станция)
Молоде́чно (бел. Маладзе́чна) — станция Минского отделения Белорусской железной дороги в Молодечненском районе Минской области Республики Беларусь. Расположена в Молодечно. Одна из крупнейших узловых станций Белорусской железной дороги.

## История
Первый поезд отправился 14 января 1873 года по Либаво-Роменской железной дороге. В начале XX века через станцию прошла линия Бологое-Полоцкой линии. В 1907 было возведено здание вокзала в стиле модерн, которое сохранилось до наших лет.
В 1966 году станция была электрифицирована. В 2010 году здание вокзала было обновлено.

С июня 2014 года до станции Молодечно стали ежедневно курсировать 4-вагонные поезда (производства Stadler) региональных линий бизнес-класса № 771/772 и № 773/774 в сообщении «Минск-Пассажирский — Молодечно — Минск-Пассажирский», стоимость проезда в которых составлял 30 200 белорусских рублей (3 белорусских рубля 2 копейки после деноминации). Состав находится в пути 55 минут и следует без промежуточных станций. В 2015 году перестали курсировать и были переведены на маршрут Минск-Пассажирский — Беларусь — Минск-Пассажирский.

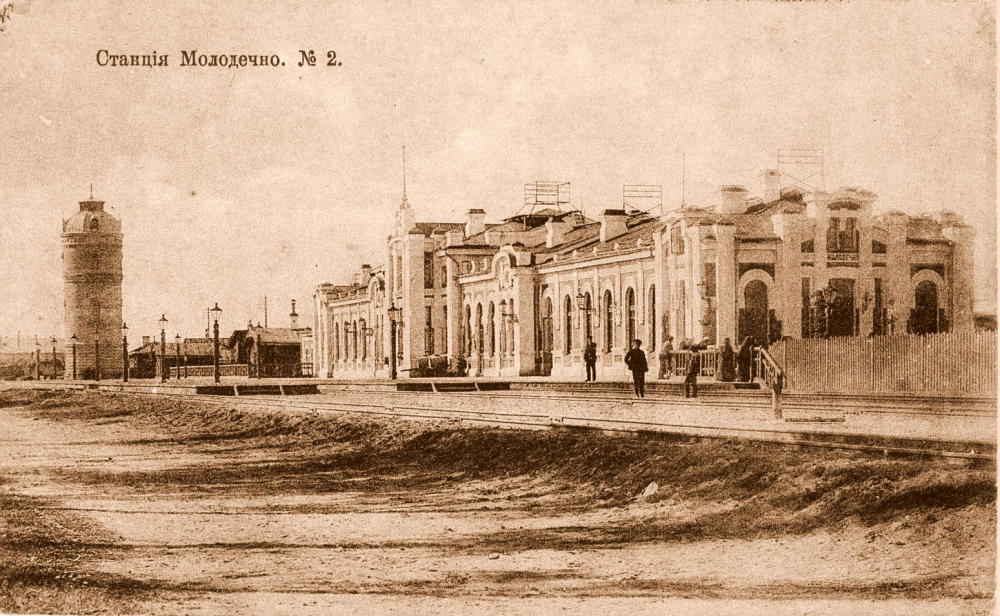
Железнодорожная станция. 1910 год
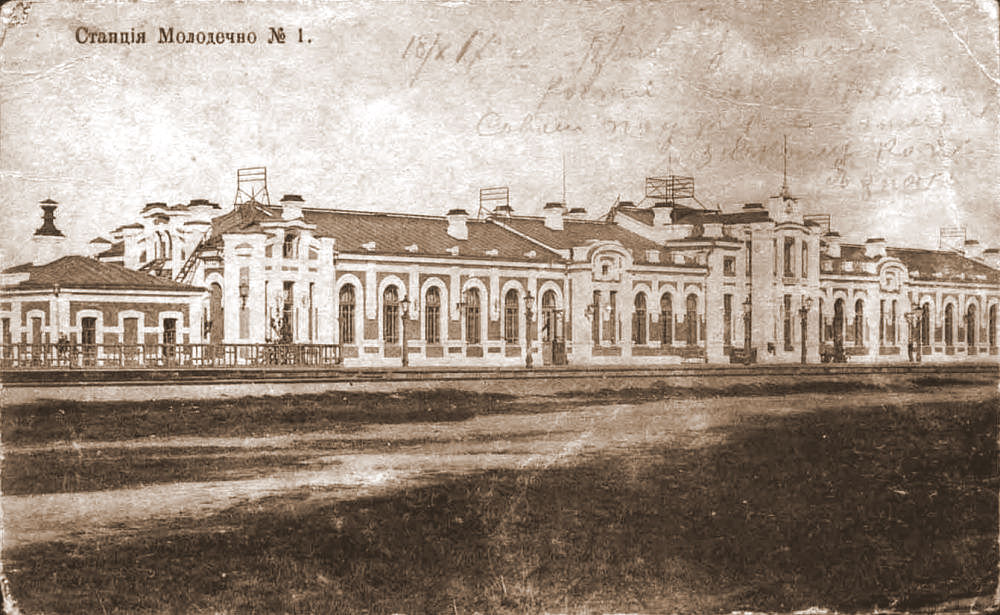
Железнодорожная станция. 1917 год
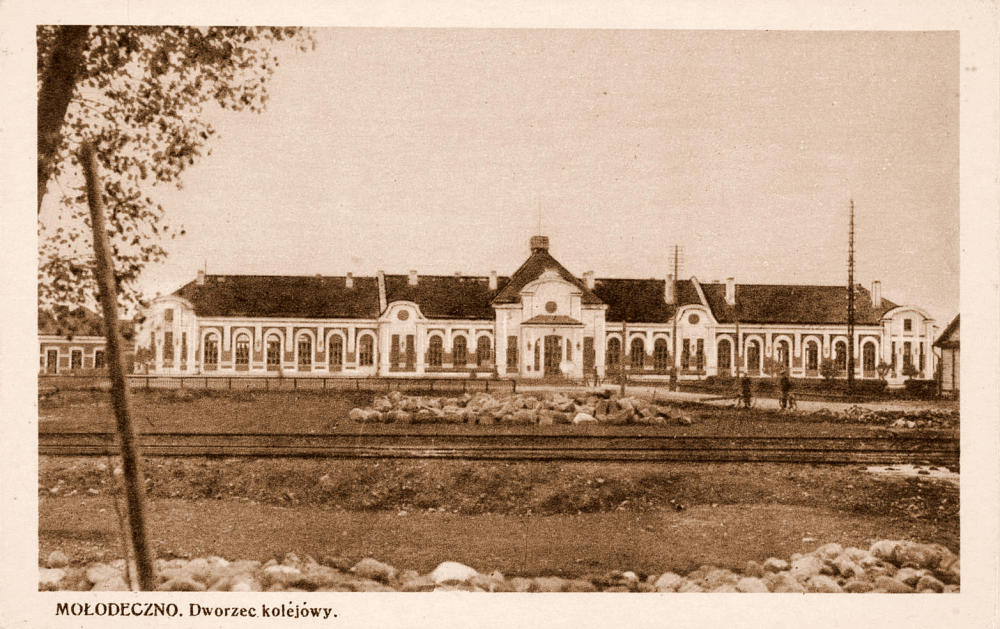
Железнодорожная станция. 1930 год
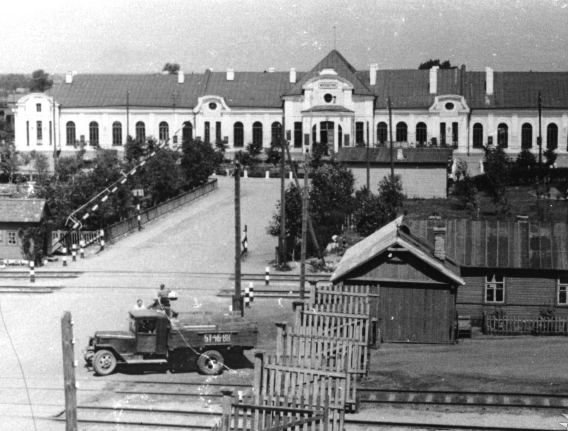
Железнодорожный вокзал в 1940-х годах
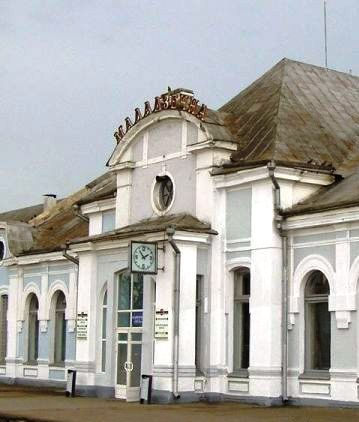
Железнодорожная станция. 2009 год

## Описание
От станции железнодорожные линии идут в четырёх направлениях: на Полоцк, Лиду, Вильнюс и Минск. Недалеко от станции находится рефрижераторное и локомотивное депо Молодечно.

## Пассажирское сообщение
Дизель-поездами региональных линий экономкласса можно добраться до Лиды, Крулевщины, Постав и остальных населённых пунктов по пути следования.
Электропоздами региональных линий экономкласса можно добраться до Минска и Гудогая и остальных населённых пунктов по пути следования.
Также поездами дальнего следования можно уехать в Гродно, Брест, Витебск, Могилёв, Москву, Санкт-Петербург, Сочи, Калининград и остальные населённые пункты по пути следования.